# Mount Rubin de la Borbolla
Mount Rubin de la Borbolla är ett berg i Antarktis. Det ligger i Västantarktis. Inget land gör anspråk på området. Toppen på Mount Rubin de la Borbolla är 1 090 meter över havet.
Terrängen runt Mount Rubin de la Borbolla är kuperad åt nordost, men åt sydväst är den platt. Mount Rubin de la Borbolla är den högsta punkten i trakten. Trakten är obefolkad. Det finns inga samhällen i närheten.